# Wapen van Pepinster

Het wapen van Pepinster

Het wapen van Pepinster is het gemeentelijke wapen van de Belgische gemeente Pepinster. De Luikse gemeente heeft het wapen in 1980 officieel toegekend gekregen.

## Geschiedenis
De plaats Pepinster behoorde van 898 tot 1795 bij het grondgebied van het markiezaat van Franchimont, dat vanaf de zestiende eeuw onderdeel was van het prinsbisdom Luik. Het werd vervolgens de gemeente Theux.
In 1848 werd Pepinster een zelfstandige gemeente. De gemeente kreeg op 11 augustus 1926 het eerste wapen toegekend. In het wapen verwijzen de drie leeuwen naar het wapen van het markizaat. De molenijzers verwijzen naar de watermolens en de industrie in de gemeente. 
Het wapen van de huidige gemeente Pepinster, ontstaan door fusie op 1 januari 1977, is gelijk aan het wapen van de oude gemeente, met alleen een correctie in de beschrijving. De fusie bestond uit de gemeenten Pepinster (in 1964 reeds gefuseerd met Cornesse), Soiron en Wegnez. Dit huidige wapen werd op 7 november 1980 aan de gemeente toegekend.

## Blazoenering
De beschrijving van het wapen luidt als volgt:
Coupé, en chef d'argent à trois lions de sinople, armés et lampassés de gueules, couronnés d'or, en pointe d'azur à quatre fers de moulin d'or rangés 3 et 1.
Doorsneden het schildhoofd van zilver met drie leeuwen van sinopel, genageld en getongd van keel, gekroond van goud, het schildvoet van azuur met drie molenkruisen van goud staande 3 en 1.
De heraldische kleuren zijn zilver (wit), sinopel (groen), keel (rood), goud (geel) en azuur (blauw). 